# Briani (gastronomie)
Pour les articles homonymes, voir Briani.
 (juin 2019).
Le briani, biryani, bryani ou brié en mauricien, est un plat originaire de la gastronomie musulmane des Indes dérivée du biryani.
Il est à base de riz basmati, de viande, de poisson (rare) et de poulet, voire de légumes. Le tout est associé à un mélange d'épices et de safran en filaments, et cuisiné dans de grands récipients appelés « dègues ».

## Ingrédients
- Riz
- Poulet ou bœuf
- Pommes de terre
- Cardamome
- Cannelle
- Safran
- Oignons
- Yaourt nature
- Ail, sel, poivre et clou de girofle
- Menthe (feuilles)
- Coriandre
- Piments
- Huile
- Graines d'anis